# 鷹之團
鷹之團（英語：Eadle Regiment），是一匹在香港受訓的純種賽駒，曾連續兩屆勝出百週年紀念短途盃。鷹之團的馬名來自馬主經營的豬肉公司品牌「櫻之豚」。

## 簡介
鷹之團出道至今曾上陣二十次，取得七捷，但其整個競賽生涯卻一再遭受傷病困擾。該駒出道初期，曾經敗於星運俊爵、勁闖駒蹄下，但到了2011年4月25日，才取得在港第一場頭馬。曾於2012年和2013年勝出百週年紀念短途盃，而且於2013年作季內初出即勝出此賽，繼而遠征杜拜角逐阿喬斯短途錦標，儘管於賽前數天因傷缺課，但上陣時仍能以佳勢跑獲季軍。
其後鷹之團的際遇卻欠佳，13-14季僅出賽四次，最佳成績止於在馬會短途錦標中跑獲季軍。其後，牠在百週年紀念短途盃中敗給崇山寶，在十駒之中包尾而未能完成此賽三連勝偉業，此後即未再出賽。牠於該仗的表現與其狀態處於高峰時相去甚遠賽後更因肌腱受傷而休賽。至14年6月又因腹絞痛而需要接受手術，待至8月初才恢復進行操練。
2015年4月9日，鷹之團因腳患困擾，宣布退役。

## 外部連結
- 香港賽馬會（页面存档备份，存于）
- 血統表（页面存档备份，存于）